# Championnat d'URSS de hockey sur glace 1946-1947
Saison suivante
La saison 1946-1947 est la 1re saison du championnat d'Union soviétique de hockey sur glace qui porte le nom de Klass A. Toutes les rencontres se jouent sur glace naturelle, et donc en plein hiver, du 22 décembre 1946 au 20 janvier 1947

## Compétition

### Phase de groupe

#### Groupe A
| Clt   | Équipe         | PJ | V | D | N | BP | BC | Pts |
| ----- | -------------- | -- | - | - | - | -- | -- | --- |
| +001, | CDKA Moscou    | 3  | 2 | 0 | 1 | 11 | 5  | 5   |
| +002, | VVS MVO Moscou | 3  | 2 | 1 | 0 | 17 | 8  | 4   |
| +003, | ODO Sverdlovsk | 3  | 1 | 2 | 0 | 1  | 12 | 2   |
| +004, | ODO Leningrad  | 3  | 0 | 2 | 1 | 4  | 8  | 1   |

- Qualifié directement pour la Poule finale

#### Groupe B
| Clt   | Équipe            | PJ | V | D | N | BP | BC | Pts |
| ----- | ----------------- | -- | - | - | - | -- | -- | --- |
| +001, | HK Spartak Moscou | 3  | 3 | 0 | 0 | 19 | 8  | 6   |
| +002, | Dinamo Riga       | 3  | 2 | 1 | 0 | 13 | 9  | 4   |
| +003, | Dinamo Tallinn    | 3  | 0 | 2 | 1 | 6  | 14 | 1   |
| +004, | Dinamo Léningrad  | 3  | 0 | 2 | 1 | 5  | 12 | 1   |

- Qualifié directement pour la Poule finale

#### Groupe C
| Clt   | Équipe              | PJ | V | D | N | BP | BC | Pts |
| ----- | ------------------- | -- | - | - | - | -- | -- | --- |
| +001, | HK Dinamo Moscou    | 3  | 3 | 0 | 0 | 33 | 2  | 6   |
| +002, | Vodnik Arkhanguelsk | 3  | 2 | 1 | 0 | 10 | 8  | 4   |
| +003, | Kaunas              | 3  | 1 | 2 | 0 | 13 | 6  | 2   |
| +004, | Spartak Oujgorod    | 3  | 0 | 3 | 0 | 4  | 44 | 0   |

- Qualifié directement pour la Poule finale

### Poule finale
| Clt   | Équipe            | PJ | V | D | N | BP | BC | Pts |
| ----- | ----------------- | -- | - | - | - | -- | -- | --- |
| +001, | HK Dinamo Moscou  | 4  | 2 | 2 | 0 | 10 | 6  | 4   |
| +002, | CDKA Moscou       | 4  | 2 | 2 | 0 | 5  | 6  | 4   |
| +003, | HK Spartak Moscou | 4  | 2 | 2 | 0 | 4  | 7  | 4   |

- Vainqueur de la compétition

### Poule pour la4eplace
| Clt   | Équipe              | PJ | V | D | N | BP | BC | Pts |
| ----- | ------------------- | -- | - | - | - | -- | -- | --- |
| +004, | Dinamo Riga         | 3  | 2 | 0 | 1 | 9  | 2  | 5   |
| +005, | VVS MVO Moscou      | 3  | 2 | 0 | 1 | 16 | 5  | 5   |
| +006, | Vodnik Arkhanguelsk | 3  | 1 | 0 | 3 | 7  | 13 | 2   |
| +007, | Kaunas              | 3  | 0 | 3 | 0 | 4  | 16 | 0   |

## Référence
Résultats de la saison sur Hockeyarchives